# Hydraulischer Grundbruch

Grundwasserströmung um eine Verbauwand

Als hydraulischer Grundbruch wird in der Bodenmechanik ein Vorgang bezeichnet, bei dem es durch strömendes Grundwasser zu einer plötzlichen Bodenbewegung kommt. Damit verbunden ist meist eine starke Beeinträchtigung oder Zerstörung angrenzender Bauwerke.
Die Gefahr eines hydraulischen Grundbruchs besteht immer dort, wo Baumaßnahmen auf einer kleinen Distanz zu stark unterschiedlichen Grundwasserständen führen, z. B. bei wasserdichten Baugruben oder bei Deichen.
Kommt es hingegen nur durch zu große Belastungen zu einem Versagen des Bodens, so wird von einem Grundbruch gesprochen.
Über Fachkreise hinaus bekannt wurde der hydraulische Grundbruch in Deutschland durch den Einsturz des Kölner Stadtarchivs im Jahr 2009.

## Vorgang
Für Baustellen unterhalb des Grundwasserspiegels, z. B. zur Erstellung von Fundamenten und Kellergeschossen, muss das Grundwasser im Bereich der Baugrube abgesenkt werden.
Oft wird dazu eine dichte Verbauwand, z. B. eine Spundwand, um die Baugrube errichtet und das Grundwasser innerhalb der Baugrube durch ständigen Pumpenbetrieb abgesenkt. Dadurch entsteht ein großes Gefälle zwischen dem Grundwasserspiegel außerhalb und dem innerhalb der Baugrube. Dem Prinzip der kommunizierenden Röhren folgend umströmt das Grundwasser von außen her den Fuß der Verbauwand. Die Strömungskraft des Wassers wirkt dabei der Gewichtskraft des Bodens entgegen.
Ein hydraulischer Grundbruch tritt ein, wenn die Strömungskraft die Gewichtskraft übersteigt. Der Boden wird in diesem Fall durch das Grundwasser angehoben und „bricht auf“.

## Normung und Nachweis
In Europa wird die Berechnung der Sicherheit gegen einen hydraulischen Grundbruch im Eurocode 7 (DIN EN 1997-1) geregelt. Die früher gültige, deutsche Norm DIN 1054 enthält heute ergänzende Regelungen zu diesem Dokument.
Der Nachweis der Sicherheit gegenüber einem hydraulischen Grundbruch erfolgt allgemein durch die Gegenüberstellung der einwirkenden Kräfte, wobei die Strömungskraft zur Sicherheit rechnerisch erhöht und die Gewichtskraft des Bodens rechnerisch verringert angesetzt wird.